# Station Xertigny
Station Xertigny is een spoorwegstation in de Franse gemeente Xertigny.
Het wordt bediend door treinen van de TER Grand Est.